# Tweede Kamerverkiezingen 1986/Kandidatenlijst/Lijst 19 (kieskring 9)
Dit is de naamloze kandidatenlijst 19 voor de Tweede Kamerverkiezingen 1986 in kieskring 9 (Amsterdam). De lijst bestond uit slechts één kandidaat.

## De lijst
1. R.K.Th. Brummer - 65 stemmen

PvdA · CDA · VVD · D66 · PSP · SGP · CPN · PPR · RPF · GPV · EVP · AR'85 · Centrumdemocraten · Federatieve Groenen · VCN · Centrumpartij · PGI · SP · Partij voor Ambtenaren en Trendvolgers · Lijst 19 (kieskring 9) · God Met Ons · Partij voor de Middengroepen · Loesje · Humanistische Partij · SAP · Partij Algemeen Belang · Lijst 27